# Ecko
Ecko és una marca comercial d'indumentària (avui propietat del Timex Group) creada per Marc Ecko, a qui deu el seu nom, i que va començar a vendre samarretes a la dècada del 1980. La marca té molt d'èxit gràcies al moviment urbà que té el seu estil.